# Gornje Kordince
Gornje Kordince (cyr. Горње Кординце) – wieś w Serbii, w okręgu toplickim, w mieście Prokuplje. W 2011 roku liczyła 167 mieszkańców.